# Исак Комнин (севастократор)
Вижте пояснителната страница за други личности с името Исак Комнин.
Исак Комнин (на гръцки: Ισαάκιος Κομνηνός) е византийски благородник от кр. на XII век с титла севастократор, чиято съдба е преплетена с няколко ключови събития от българската история. Той е зет на император Алексий III Ангел (1195 – 1203) и военачалник при втората битка при Сяр (1195 – 1196).

## Произход и семейство
Исак Комнин е син на Алексий Ватаци († 1182), който бил син на военачалника Теодор Ватаци († преди 1166) и на византийската принцеса Евдокия Комнина - най-малката дъщеря на император Йоан II Комнин. По майчина линия произхождал от рода на Пигоните и Дукините, като майка му Мария Пигонитиса била внучка по майчина линия на кесаря Михаил Дука, който бил брат византийската императрица Ирина Дукина. Поради това той се явява праплеменник на император Мануил I Комнин (1143 – 1180). Точната му година на раждане не е известна, но към събитията от 1195 – 1196 г. Никита Хониат го описва като млад.
Женен е за Анна Ангелина, дъщеря на Алексий Ангел, който през 1195 г. завзема императорския престол след преврат срещу брат си Исак II Ангел. Някъде тогава Исак Комнин получава титлата севастократор, една от най-високите в йерархията на империята в онзи период.
От съпругата си Анна Ангелина има една дъщеря Теодора Ангелина Комнина. Теодора е родена около 1192 г., при положение, че към 1196 г. все още е невръстно момиче на около 4 г. Обещана е от баща си за съпруга на българския болярин Иванко, но тъй като севастократор Исак умира в плен преди 1196 г. единственото потвърждение на това обещание е самият Иванко, избягал при византийския император Алексий III Ангел.
След смъртта на Исак, през 1200 г. вдовицата му Анна се омъжва на Теодор Ласкарис, бъдещ основател на Никейската империя.

## Биография

### Второто сражение при Сяр
След като разбиват водената от Алексий Аспиет византийска армия при първата от двете схватки при Сяр, българите се оттеглят. Скоро обаче предприемат нов поход по долното поречие на Струма и завземат град Амфиполис, а впоследствие се насочват отново към Сяр. Императорът поверява византийската армия в района под командването на своя зет севастократор Исак. Според летописеца на тези събития Никита Хониат, севастократорът бил възгордян от някаква своя малка победа в неотдавнашна схватка с българите, но други сведения за нея липсват.
Като разбира, че българите са наблизо до Сяр, севастократорът разпорежда незабавно нападение без подготовка. Никита Хониат отдава действията му на младост, лекомислие и прекомерна гордост. Византийската войска се увлякла в дълъг преход до българските позиции на разстояние 30 стадия (ок. 5,5 km), поради което пристига небоеспособна за сражението. Асен разполага „в засади и клопки по-голямата и по-добрата част от войската си“. В хода на битката византийската конница е обградена и византийците понасят тежки загуби, а командирът им е пленен.

### Пленник на българите и смърт
Византийският стратилат (гр. военачалник) бил пленен от „скит“, както Никита Хониат обикновено нарича куманите или други отвъддунавски конни съюзници на българите. Скитът укрил ценния пленник от Асен, с надеждата тайно да го предаде срещу откуп на императора. Тъй като мълвата се разпространила сред българската армия, Асен I наредил издирване и го открил. В летописите се споменават и други пленници, които били водени „към Мизия“.
Исак Комнин умира в български плен и по-точно „в окови“ или „в тъмница“, според израза на Хониат. Вероятното място на смъртта му е тъмница във или около Търново, съдейки от участието му в заговора срещу Асен (вж. по-долу).

### Участие в заговора срещу цар Асен
Въпреки триумфалното завръщане, по пътя към столицата Търново Иван Асен I е убит от братовчед си Иванко. Според едно от двете обяснения у Никита Хониат, Иванко бил подкупен от византийците чрез пленения севастократор Исак (другото е свада заради неодобрена от царя любовна връзка на Иванко). Исак бил обещал на Иванко да му даде ръката на дъщеря си Теодора, която е родена от брака му с Анна Ангелина и така се пада внучка на византийския император Алексий III Ангел. Това било придружено „с много други обещания“, дадени преди смъртта на севастократора, настъпила известно време преди осъществяването на заговора. Следователно, смъртта на севастократор Исак предхожда тази на цар Асен (1196).
Все пак, Иванко не успява да завземе трона, нито да удържи Търново след нападенията на цар Петър. Той установява контакт с византийската власт и бяга във Византия, където предявява претенциите си към ръката на внучката на императора Теодора, обещана му от баща ѝ севастократор Исак. Император Алексий III Ангел първоначално отлага решението си, поради невръстната възраст на Теодора, а впоследствие потвърждава обещанието, дадено от бащата на Теодора. Никита Хониат изрично споменава, че Теодора е била омъжена за Иванко някъде преди 1200 г. В крайна сметка, императорът мами Иванко, който междувременно е преминал обратно на страната на българите при Калоян, като предателски го пленява по време на дипломатически преговори и го хвърля в тъмница, където умира.

### Цитирана литература
- Никита Хониат, История. – Гръцки извори за българската история, Т. XI. София: БАН, 1983, http://www.promacedonia.org/gibi/11/index.html
- ((el)) Varzos, Konstantinos (1984a). Η Γενεαλογία των Κομνηνών, A. Thessaloniki: Centre for Byzantine Studies, University of Thessaloniki, OCLC 834784634, архив на оригинала от 11 април 2019, https://web.archive.org/web/20190401114347/https://www.kbe.auth.gr/sites/default/files/bkm20a2.pdf
- ((el)) Varzos, Konstantinos (1984b). Η Γενεαλογία των Κομνηνών, B. Thessaloniki: Centre for Byzantine Studies, University of Thessaloniki, OCLC 834784665, архив на оригинала от 11 април 2019, https://web.archive.org/web/20190401112859/https://www.kbe.auth.gr/sites/default/files/bkm20b.pdf